# 等比数列
等比数列（とうひすうれつ）または幾何数列（きかすうれつ、英: geometric progression, geometric sequence）は、隣り合う2つの項の比が項番号によらず等しい数列をいう。各項に共通するその一定の比のことを公比（こうひ、英: common ratio）という。
例えば初項が 4, 公比が 3 の等比数列の最初の数項を列挙すると 4, 12, 36, 108, … となる。ある数列について、隣り合う項の比（この場合、12/4, 36/12, 108/36, …）が常に等しいならその数列は等比数列である。
等比数列 {an} について、（定義より公比は 0 でないため）公比 r は任意の n 番目の項とその次の項の比 r = an+1/an から得られる（特に r = 1 の場合は公差が 0 の等差数列でもある）。等比数列の各項は初項 a と公比 r を用いて具体的に以下のように表せる。
{\displaystyle a,\,ar,\,ar^{2},\,\dots ,\,ar^{n},\,\dots \,.}
a0 を初項とすれば、n 番目の項 an は以下のように表せる。
{\displaystyle a_{n}=ar^{n}.}
これが等比数列の一般項である。

## 性質
等比数列を漸化式で表すと、
{\displaystyle {\begin{cases}a_{0}&=a\\a_{n+1}&=ra_{n}&(n\geq 0)\end{cases}}}
となる。
公比 r が負の場合は符号が一項ずつ入れ替わる。r = −|r| と置き換えると、
{\displaystyle a_{n}=a(-|r|)^{n}=(-1)^{n}a|r|^{n}}
となり、各項は n が奇数なら初項と異符号になり、偶数なら初項と同符号となる。
公比が負の数列として、例えば　3, −6, 12, −24, …　なる公比 −2 の等比数列を考えると、その一般項は
{\displaystyle a_{n}=3\cdot (-2)^{n}=(-1)^{n}\,3\cdot 2^{n}}
となる。公比が正であれば全ての項は初項と同じ符号を持つ。
形式的に等比数列の一般項の対数をとると
{\displaystyle \log a_{n}=\log a+n\log r}
となり、数列 log an は初項 log a 、公差 log r の等差数列になる。
等比数列の連続する3項を小さい順から a, b, c とすると、常に b2 = ac が成り立つ。

## 等比数列の和
等比数列の初項から第 n 項までの和は以下の式で定義される。
{\displaystyle \textstyle \sum \limits _{k=0}^{n}ar^{k}=a+ar+\dotsb +ar^{n}}
r ≠ 1 の場合、(1 − r) を掛けると、
{\displaystyle {\begin{aligned}(1-r)\textstyle \sum \limits _{k=0}^{n}ar^{k}&=a(1-r)\textstyle \sum \limits _{k=0}^{n}r^{k}\\&=a(1-r)(1+r+\dotsb +r^{n-1}+r^{n})\\&=a\left((1+{\bcancel {r+\dotsb +r^{n-1}+r^{n}}})\right.\\&\left.-({\bcancel {r+r^{2}+\dotsb +r^{n}}}+r^{n+1})\right)\\&=a(1-r^{n+1})\end{aligned}}}
となるので、等比数列の和は以下のように変形できる。
{\displaystyle \textstyle \sum \limits _{k=0}^{n}ar^{k}={\dfrac {a(1-r^{n+1})}{1-r}}\quad (r\neq 1)\,.}
ただし、r = 1 の場合は
{\displaystyle \textstyle \sum \limits _{k=0}^{n}a=(n+1)a}
である。第 m 項から第 n 項までの和は
{\displaystyle \textstyle \sum \limits _{k=m}^{n}ar^{k}=\sum \limits _{k=0}^{n}ar^{k}-\sum \limits _{k=0}^{m-1}ar^{k}={\dfrac {a(r^{m}-r^{n+1})}{1-r}}\quad (r\neq 1)\,.}

## 等比級数
等比数列の級数（総和）を等比級数または幾何級数と呼ぶ。例えば初項 a, 公比 r の等比級数は以下のように書ける：
{\displaystyle \sum _{k=0}^{\infty }ar^{k}=a+ar+\dotsb +ar^{k}+\dotsb {}\,.}
等比級数は初項が 0 （a = 0）の場合や公比の絶対値が 1 より小さい（|r| < 1）場合に収束する。逆に、初項が 0 でなく（a ≠ 0）公比の絶対値が 1 以上（|r| ≥ 1）の場合には等比級数は発散する。
無限級数は数列の第 n 項までの部分和の極限として定義される。等比級数が収束することは、以下の部分和の極限が収束することから確かめられる。

1 + 1/2 + 1/4 + 1/8 + ⋯ という幾何級数が 2 に収束することを幾何学的に示した図。

{\displaystyle {\begin{aligned}\sum _{k=0}^{\infty }ar^{k}&:=\lim _{n\to \infty }\sum _{k=0}^{n}ar^{k}\\&=a\lim _{n\to \infty }{\frac {\;1-r^{n+1}}{1-r\;}}\\&{\overset {|r|<1}{=}}{\frac {a}{1-r}}\end{aligned}}}
例えば公比 1/2 で初項が 1 の等比級数は 2 に収束する：
{\displaystyle \sum _{k=0}^{\infty }\left({\frac {1}{2}}\right)^{k}={\frac {1}{1-{\tfrac {1}{2}}}}=2\,.}